# Églazines
Pequeño valle francés, situado en la comuna de Aguessac, en el departamento de Mediodía-Pirineos. Sus coordenadas son 44.203623°N 3.205647°E.

## Aspecto
El valle, en verdad, son los restos del cráter de un antiguo estratovolcán.

## Vulcanismo
El antiguo volcán está formado de xenolitos. Su última erupción, fue una explosión volcánica violenta, que ocasionó su destrucción del cráter y mucha ceniza volcánica. 

## Alrededores
El volcán se sitúa en una zona regional del macizo central francés, llamado Aubrac. Como todo el macizo, la región es de origen volcánico.